# Selydove
Selydove (in ucraino Селидове?, in russo Селидово?, Selidovo) è una città dell'Ucraina orientale sita nel distretto di Pokrovs'k, nell'oblast' di Donec'k. Ospita l'amministrazione della comunità territoriale di Selydove, una delle comunità territoriali dell'Ucraina. Nel 2022 aveva una popolazione di 21 521 abitanti.
Fino al 18 luglio 2020 Selydove era classificata come città di rilevanza regionale, costituiva un comune autonomo e non apparteneva a nessun distretto. Nell'ambito della riforma amministrativa dell'Ucraina, che ha ridotto a otto il numero dei distretti dell'Oblast' di Donec'k, la città è entrata a far parte del distretto di Pokrovs'k.
Nel corso della guerra su larga scala tra Russia e Ucraina, la città è stata raggiunta dalle truppe dell'esercito russo nel mese di ottobre 2024 e attaccata da tre direzioni, nord, sud e est; il 27 ottobre 2024 i soldati russi hanno raggiunto il centro della città, occupando anche il complesso dell'amministrazione locale. Il 29 ottobre 2024 il Ministero della difesa russo ha confermato la completa conquista della città.